# Vinkovci
Vinkovci (pronunciat v̞îːnkɔːv̞t͡si) és una ciutat de Croàcia, al comtat de Vukovar-Srijem. Envoltada de molts grans pobles, és un centre de transport local, sobretot a causa dels seus ferrocarrils.

## Història
El lloc on se situa la ciutat de Vinkovci (en alemany Winkowitz, en hongarès Vinkovce, i en llatí: Colònia Aurelia Cibalae) va ser habitat molt abans del període romà. L'àrea de la ciutat ha estat habitada contínuament des del Neolític. Sota els romans la ciutat era coneguda com a Colònia Aurelia Cibalae i va ser el lloc de naixement dels emperadors romans Valentinià I i Valent. Les termes romanes es conserven sota terra i, igual que altres diversos edificis romans, situats a prop del centre del Vinkovci d'avui.
En aquest lloc, el 8 d'octubre del 314, l'emperador romà Constantí va vèncer a l'emperador romà Licini a la batalla de Cibalae.
Formava part de l'Imperi otomà entre els anys 1526 i el 1687 i va ser gestionada des del districte militar (Sanjak) a Sírmia (Sirem = Sirmia). El seu centre se situava a Sremska Mitrovica (en turc Dimitrofça) a la Província de Budin (en turc Budin Eyaleti), de l'Imperi otomà. Va ser capturada per l'Imperi Habsburg l'any 1687, passant als seus dominis d'acord amb el Tractat de Karlowitz l'any 1699. El domini dels Habsburg es va prolongar fins a l'any 1918.
Des de l'any 1941 fins a l'any 1945, Vinkovci era part de l'Estat Independent de Croàcia. A partir del 17 d'abril de 1944 la ciutat va ser durament bombardejada pels aliats, a causa de la seva important posició per al transport, en trobar-se situada en ple Front de Sírmia.
La ciutat i els seus voltants es van veure greument afectats per la Guerra de Croàcia. La ciutat estava prop de la línia del front entre la República de Croàcia i els rebels serbis, però se les va arreglar per a evitar la destí de Vukovar (en la batalla de Vukovar). Les seccions orientals de la ciutat van ser danyades considerablement pels bombardejos, i el pròxim poble de Ceric va ser gairebé completament destruït. La destrucció més important al centre de la ciutat van ser la biblioteca de la ciutat, que es va cremar per complet esfondrant-se, els tribunals de justícia, les esglésies catòlica i ortodoxa, els dos hospitals, el teatre, dues sales de cinema i una sèrie d'empreses i fàbriques.
Al desembre de 1995-1996, l'estació de ferrocarril de la ciutat de Vinkovci va servir de base per al transport per ferrocarril de la 1a Divisió Blindada de l'Exèrcit dels Estats Units en la ruta a Županja per a travessar el riu Sava a Bòsnia durant l'Operació Força d'Implementació.
L'Exèrcit de Terra Croat ha col·locat la seu de la Brigada Blindada de la Guàrdia-Mecanitzada a la caserna "Bosut" a Vinkovci. La brigada actual es va formar el 2007 i incorpora les brigades Tercera i Cinquena de ex guàrdies, així com altres diverses que es van formar durant la Guerra de Croàcia.

## Geografia
Es troba a una altitud de 87 msnm i a 272 km de la capital nacional, Zagreb.
Vinkovci està situat a la part oriental de la regió de Eslavònia, a 19 quilometres (12 mi) al sud-oest de Vukovar, 24 quilòmetres (15 mi;15 mi) Županja i 43 quilometres (27 mi) quilòmetres al sud de Osijek. La ciutat es troba a una plana del riu Bosut, a una altura d'aproximadament de 90 metres (295 ft) metres (295 ), i té un lleu clima continental. Vinkovci és també part de la subregió de Sírmia.

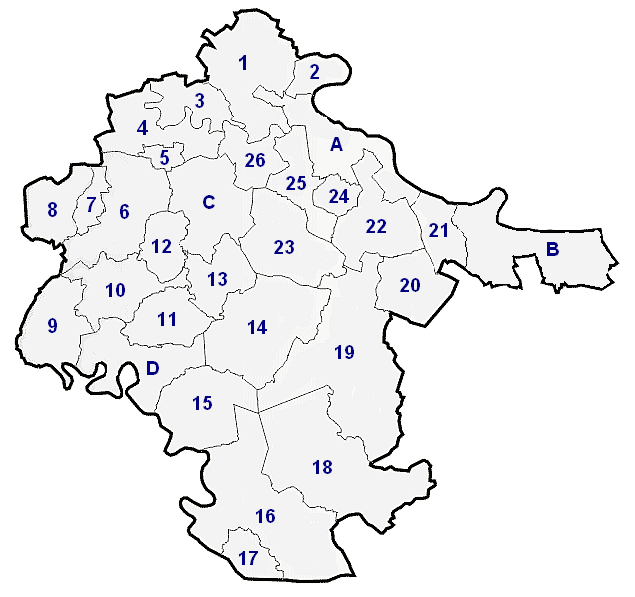
Vinkovci al Comtat de Vukovar-Srijem, amb la lletra (C).

Es connecta amb totes les rutes ferroviàries principals de la regió, mentre que les carreteres estatals D46 i la D55 connecten amb les autopistes; El riu Bosut no és navegable. Els pobles pròxims i els municipis adjacents, inclouen Ivankovo, Jarmina, Markušica, Nuštar, Privlaka i Stari Jankovci.

## Demografia
Al cens 2011 el total de població de la ciutat va ser de 35.312 habitants, distribuïts en les següents localitats:
- Mirkovci - 3 283
- Vinkovci - 32 029

| Gràfica de població de Vinkovci 1857-2011 |
|                                           |

## Economia i transports

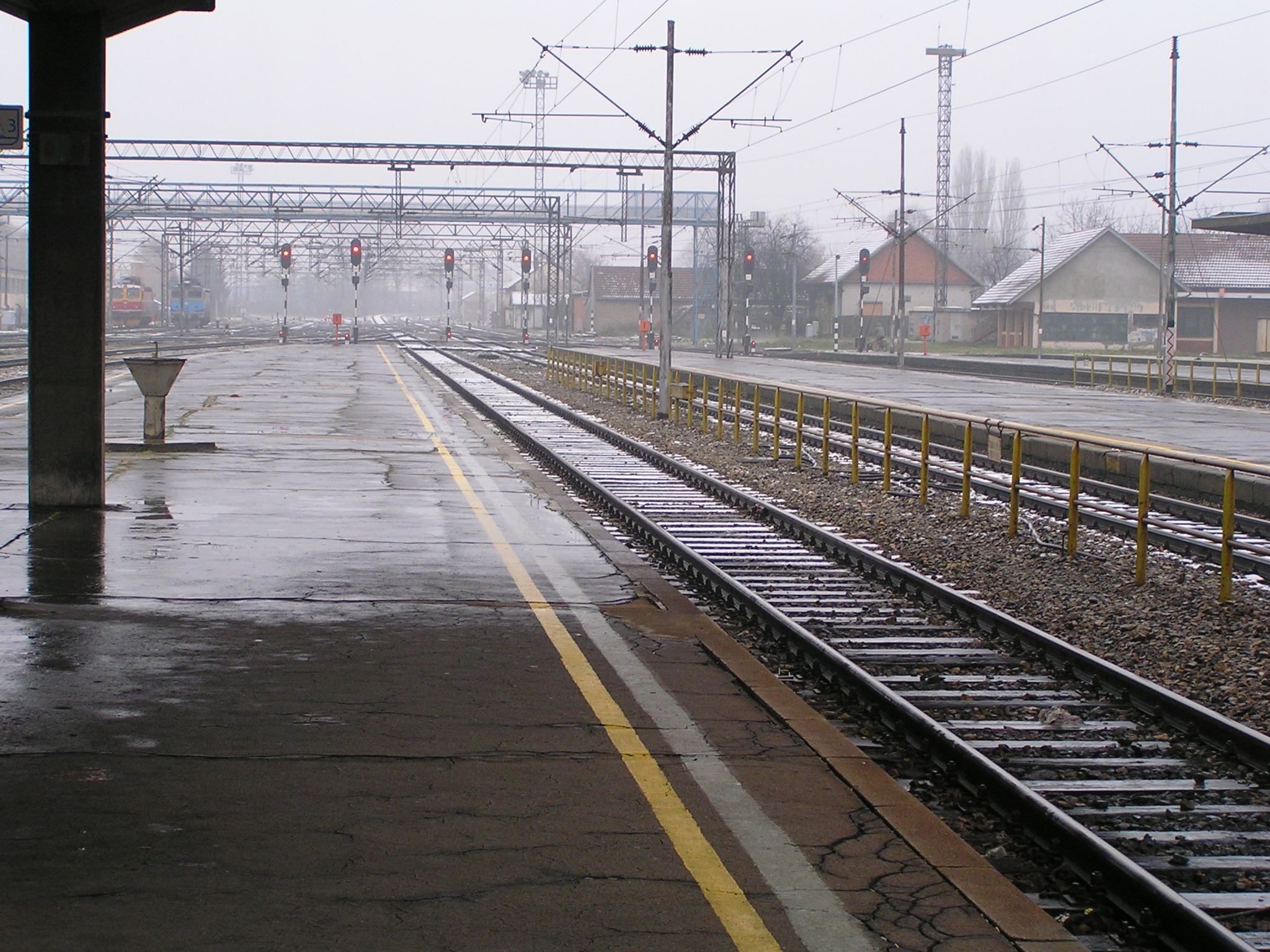
L'estació de tren de Vinkovci s'estén per tota la part nord-oest de la ciutat. La terminal de passatgers, on va ser presa aquesta imatge, té tres plataformes.

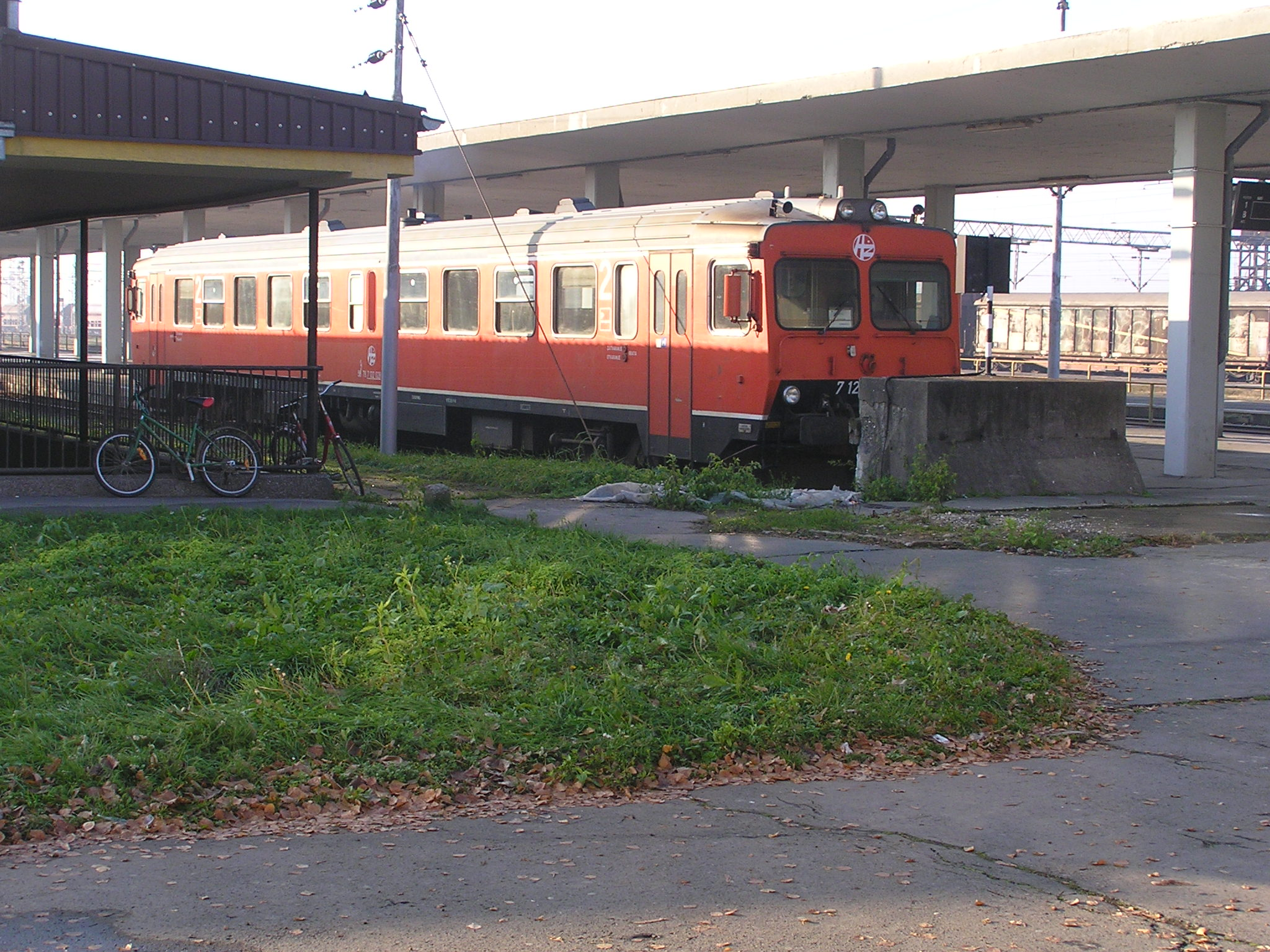
Un tren local que surt de Vinkovci, situat a una via lateral.

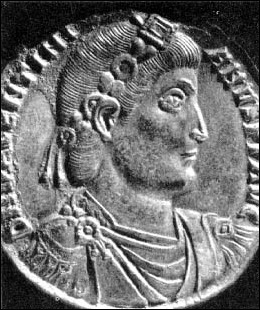
Moneda amb la imatge de Valentinià

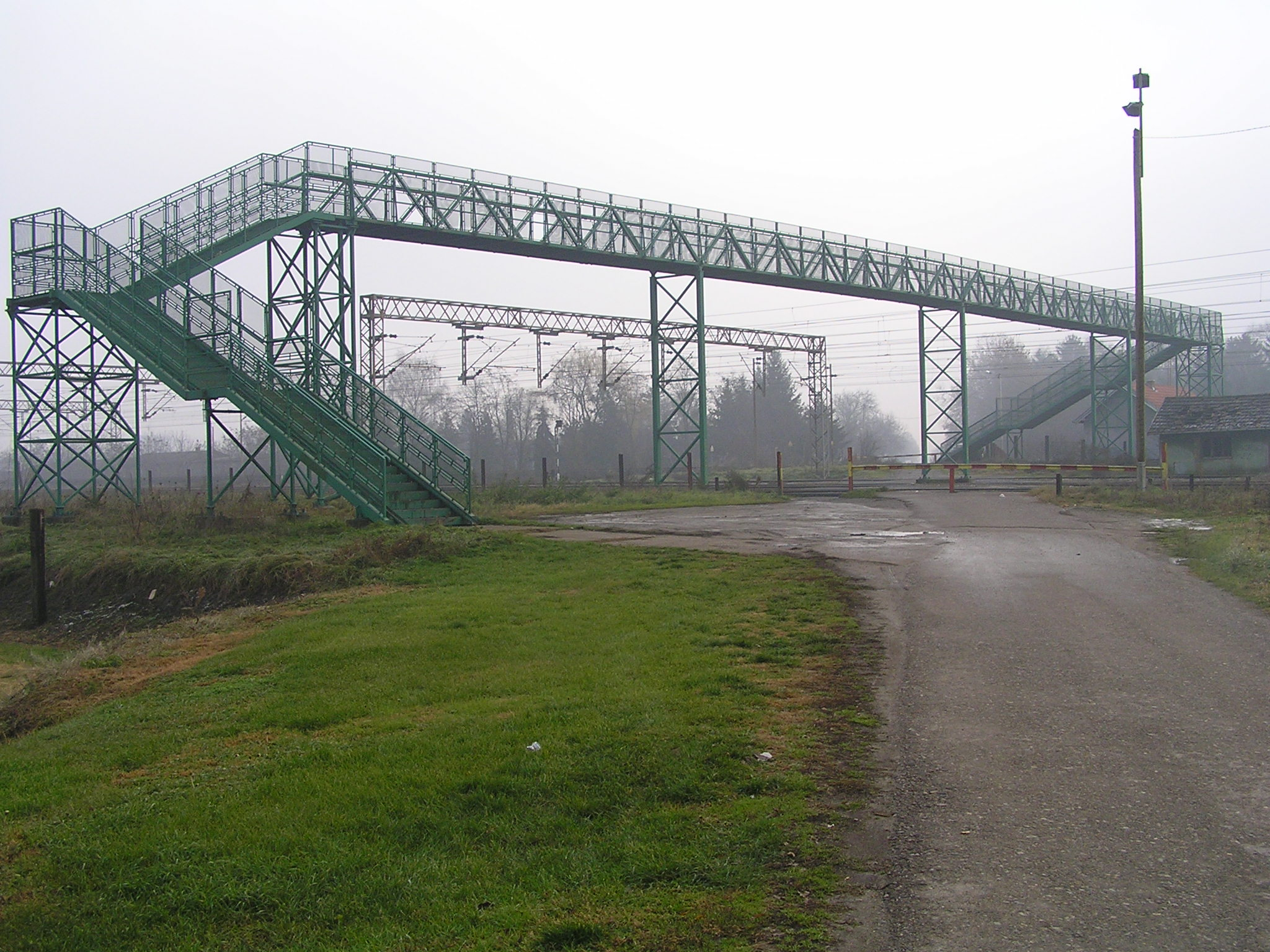
L'estació de trens té per separat les seccions de passatgers i les de càrrega, totes dues amb més d'una dotzena de vies de ferrocarril, per la qual cosa un pont per als vianants va ser construït entre els dos per a permetre el trànsit a peu cap als voltants del nord.

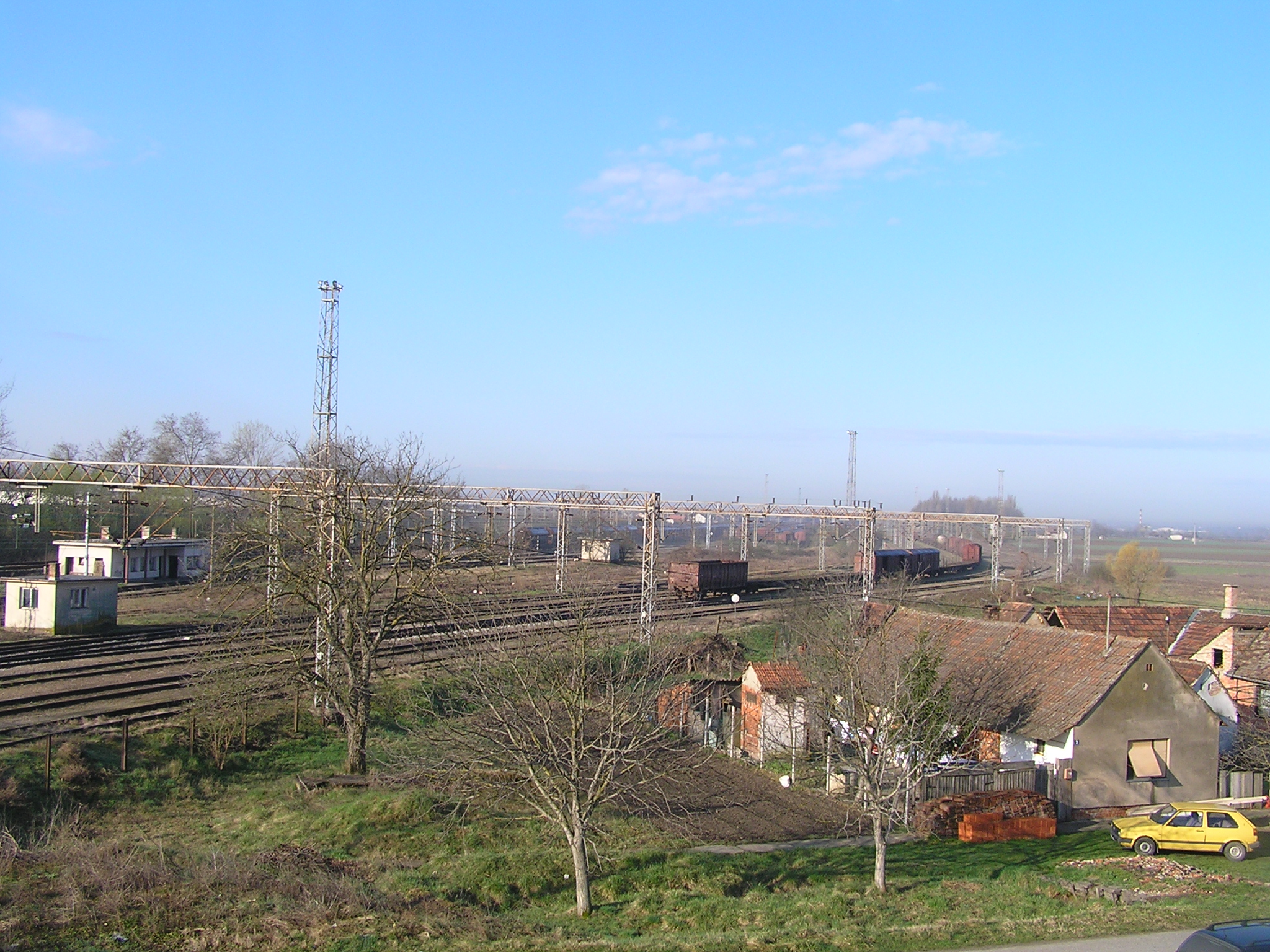
L'estació de trens de càrrega es troba al nord-est de la ciutat.

La seva economia es basa principalment en el comerç, transport, aliments i processament de metalls. Les indústries inclouen productes alimentaris, materials de la construcció, fusta dels boscos, metal·lúrgia, cuir i tèxtil. A causa de les terres de cultiu que l'envolten, també són notables l'agricultura i la ramaderia, albergant la ciutat un Centre de Millorament de Cultius.
Vinkovci és el principal ferrocarril d'unió amb l'est de Croàcia, amb els ferrocarrils que van des de Bòsnia i Hercegovina cap a Hongria i de la capital Zagreb cap a Belgrad. És el major nus ferroviari, després de Zagreb, i el segon més important de Croàcia, i d'ahí la importància del trànsit a Vinkovci.
Vinkovci és també el punt de trobada de les carreteres de Posavina i Podravina i de la intersecció de la carretera principal D55 Županja-Vinkovci-Vukovar i diverses carreteres regionals.
Vinkovci i la seva estació de ferrocarril es presenten en la novel·la Assassinat a l'Orient Express d'Agatha Christie com el lloc on l'Orient Express s'avaria.

## Cultura
La ciutat compta amb un patrimoni històric i cultural extremadament ric, sent l'atracció més interessant el pre-romànic de l'església de Meraja de l'any 1.100, mostrant els escuts d'armes dels reis Kálmán i Ladislau, sent un dels monuments medievals culturals més importants de Croàcia. Per desgràcia, les antigues bigues de fusta d'aquest monument han hagut de ser retirades recentment i eliminades, sent substituïdes per una nova zona moderna, de maó superior i d'un sostre afegit, destruint totalment el seu aspecte. Afortunadament, l'edifici es protegeix de l'estiu per arbres madurs.
L'esdeveniment anual més famós, un dels més importants d'Eslavònia, és el Festival de música folk "Tardors de Vinkovci" (Vinkovačke Jeseni), que inclou actuacions de folklore i la presentació dels costums populars de Eslavònia. Es caracteritza per una sèrie d'originals actuacions de música folklòrica amb bells vestits típics, un concurs de bellesa, concursos dels fabricants de Kulen (fumat amb pebre roig i amb sabor de salsitxes), pruna aiguardent i altres aliments tradicionals, i sobretot pel tancament magnífic de la desfilada.
L'escola de música de Vinkovci, Josip Runjanin, porta el nom del compositor de l'Himne Nacional de Croàcia Lijepa Domovino. El gymnasium de Vinkovci porta el nom de Matija Antun Reljković, un escriptor eslau que va viure a la ciutat al segle xviii.

## Relacions internacionals

### Agermanament
Vinkovci està germanada amb:
| - Camponogara, Italia - Kenzingen, Alemania - Ohrid, República de Macedonia | - Koprivnica, Croacia - Kőbánya, Budapest, Hungría - Široki Brijeg, Bosnia y Herzegovina |

## Esports
El club local de futbol encara porta el nom en llatí de Cibalia.